# Peter Beardsley
Peter Andrew Beardsley (født 18. januar 1961 i Newcastle upon Tyne, England) er en tidligere engelsk fodboldspiller, som havde en succesfuld karriere både på klub- og landshold, som varede i mere end 15 år. I 1995 modtog han den britiske orden MBE for sit bidrag til sporten.

## Karriere
Beardsley startede sin fodboldkarriere som tiårig i hjembyens store klub Newcastle United, men fik aldrig spillet for klubben, og måtte ud i verdenen for at prøve lykken. Efter succesfulde optrædener for Carlisle United og canadiske Vancouver Whitecaps, samt en kortvarig tur indenom Manchester United, hvor han bare spillede én førsteholdskamp, fandt han vejen tilbage til hjembyen i 1983.
I Newcastle United fik Beardsley spillet sammen med legendariske Kevin Keegan, som i sit sidste år som aktiv spiller hjalp Newcastle United til opprykning fra 2. division i 1984.
Keegan satte med dette punktum for en strålende karriere, mens Beardsley fortsatte med at spille for Newcastle United i endnu fire år.
I løbet af disse år etablerede Peter Beardsley sig også på det engelske landshold, hvor han viste sig at være den perfekte angrebsmakker for stjernespilleren Gary Lineker. Under VM i fodbold 1986 scorede duoen alle Englands mål (Lineker scorede seks og Beardsley scorede et mål).
I 1987 betalte daværende manager i Liverpool, Kenny Dalglish £1.9 millioner for Beardsley, hvilket gjorde ham til alletiders dyreste engelske fodboldspiller på daværende tidspunkt. Her vandt Beardsley to engelske mesterskaber (1987-88 og 1889-90) og en sejr i FA Cup'en (1989), men i 1990 stoppede Kenny Dalglish som manager i Liverpool og Beardsley var ingen favorit hos efterfølgeren Graeme Souness. På trods af, at han spillede fast på landsholdet, fik han ikke meget spilletid og efter en stund skiftede han til byrivalerne Everton.
I Everton spillede Beardsley fodbold af høj klasse, men den traditionsrige klub kom i stor modvind, og da det ikke længere var sjovt at spille for dem flyttede den nu 31-årige hjem til Newcastle United.
Hjemme på St James' Park fik Beardsley et nyt forår som fodboldspiller og under ledelse af sin tidligere holdkammerat Kevin Keegan, som nu var manager for klubben, dannede han en dødelig angrebsduo med Andy Cole. Med Beardsley som kaptajn fik Newcastle United i 1995-96 sin bedste sæson siden 1920'erne og i tæt opløb tog de andenpladsen i Premier League lige efter Manchester United.
Han forlod Newcastle United i 1997 og spillede derefter for Bolton Wanderers, Manchester City, Fulham og Hartlepool United før han i en alder af 38 år lagde fodboldstøvlerne på hylden for bestandigt.
I dag er Beardsley ansat som træner ved Newcastle Uniteds fodboldakademi.

## Meritter
- 1987-88: Engelsk mester
- 1988-89: Vinder af Charity Shield
- 1988-89: Vinder af FA Cup
- 1989-90: Vinder af Charity Shield
- 1989-90: Engelsk mester
- 1990-91: Vinder af Charity Shield
- 1998-99: Vinder af den engelske 2. division